# ست، فرانسه
ست، فرانسه (به فرانسوی: Sète) یک کامین در فرانسه است که در شهرستان ارو واقع در ناحیه‌ اکسیتنی در جنوب فرانسه است.

## خصوصیات
ست ۲۴٫۲۱ کیلومترمربع مساحت و ۴۲٬۷۸۶ نفر جمعیت دارد و ۴ متر بالاتر از سطح دریا واقع شده‌است.

## خواهرخوانده
شهرهای نویبورگ آن در دوناو، الجدیده و Cetara خواهرخوانده‌های ست، فرانسه هستند.

## نگارخانه

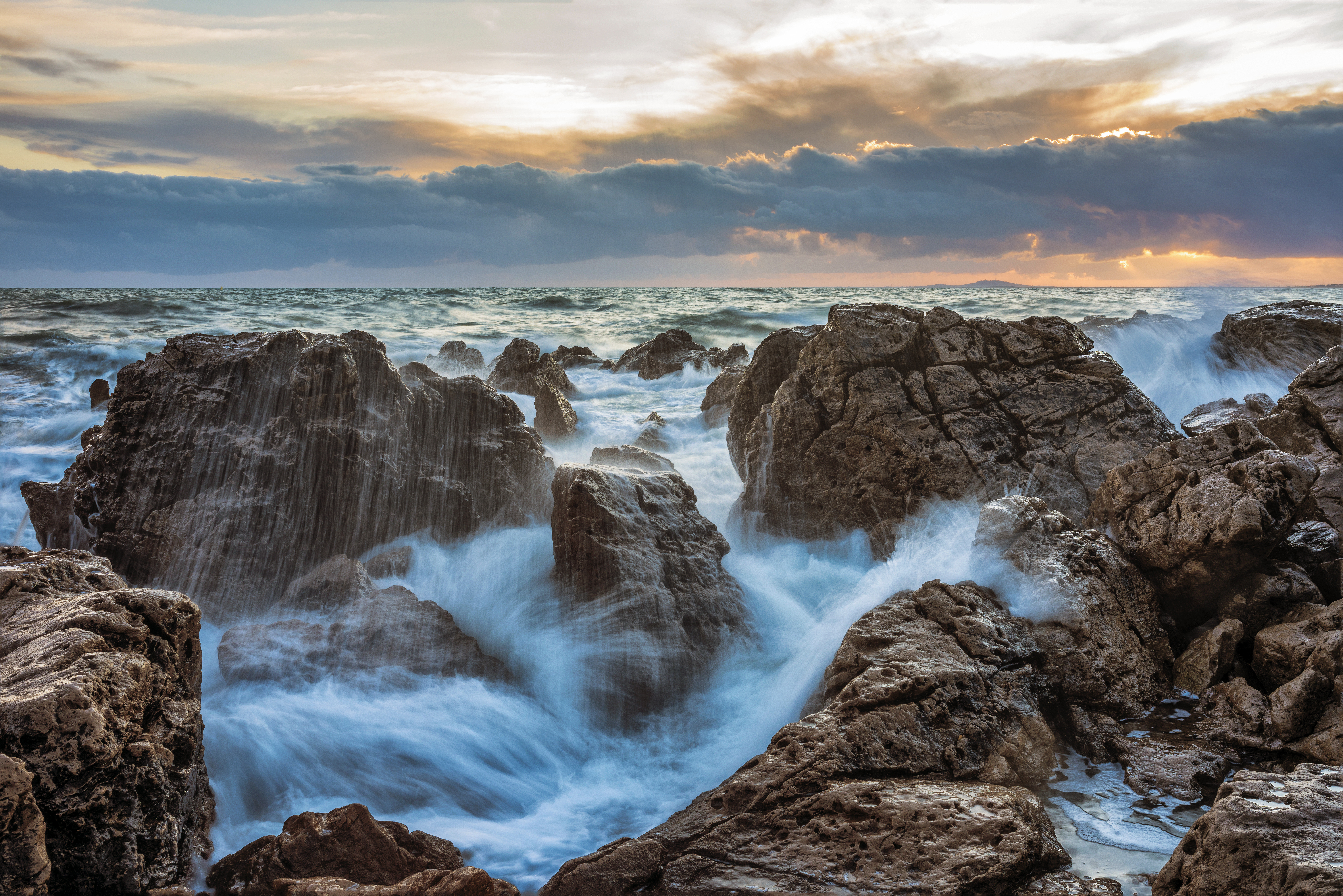
برخورد موج دریا با صخره‌ها در کورنیش سِت.
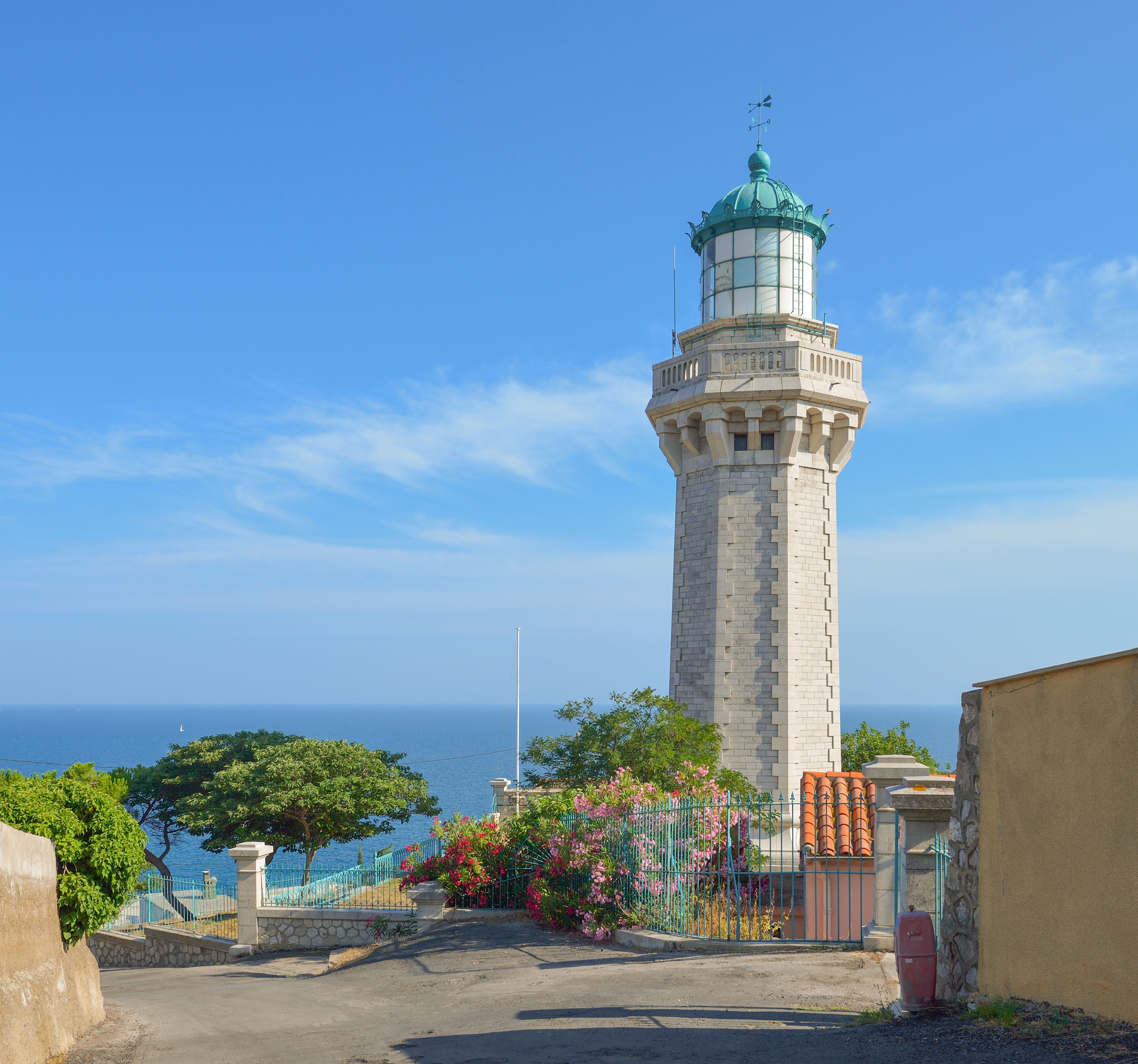
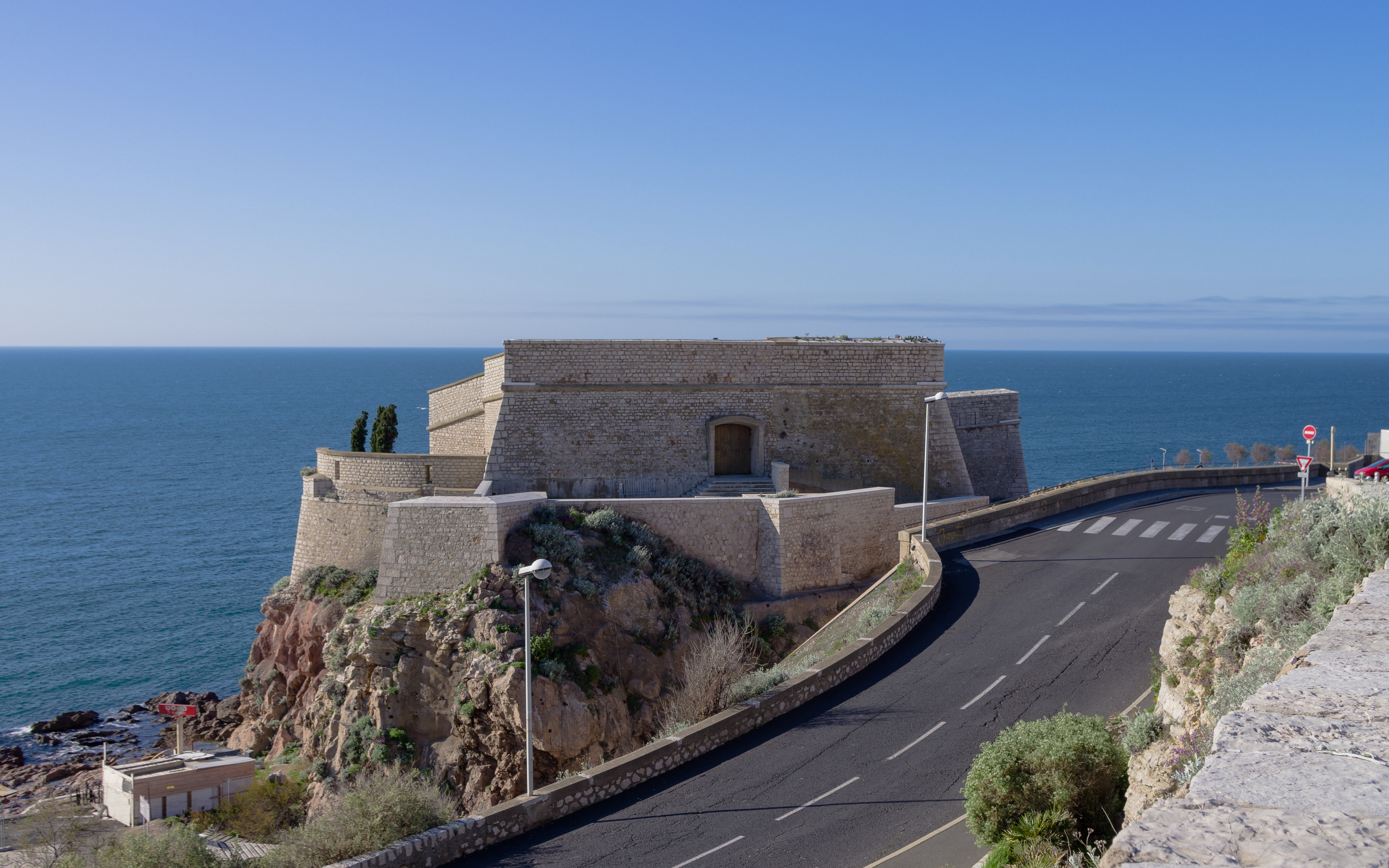
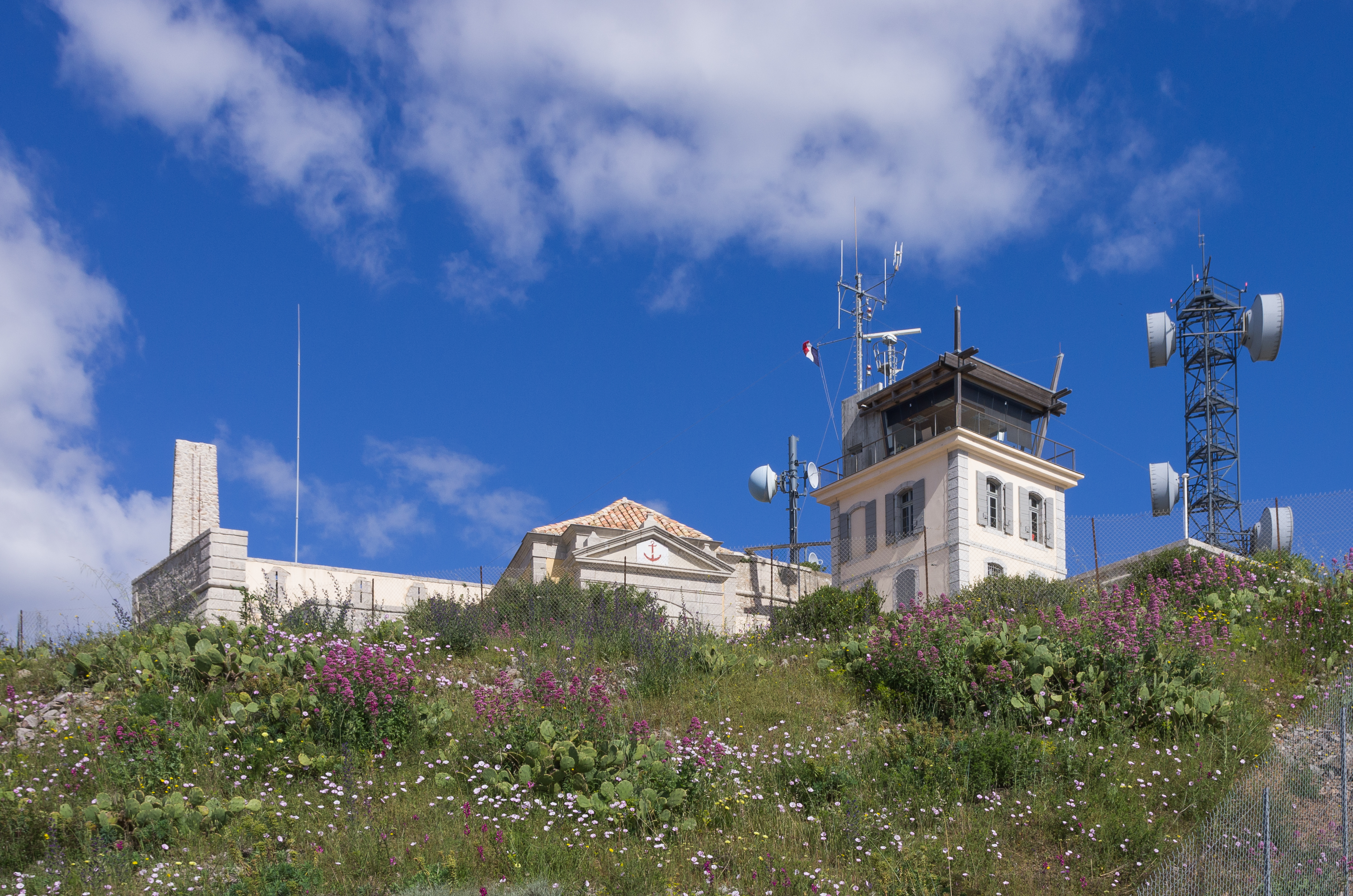
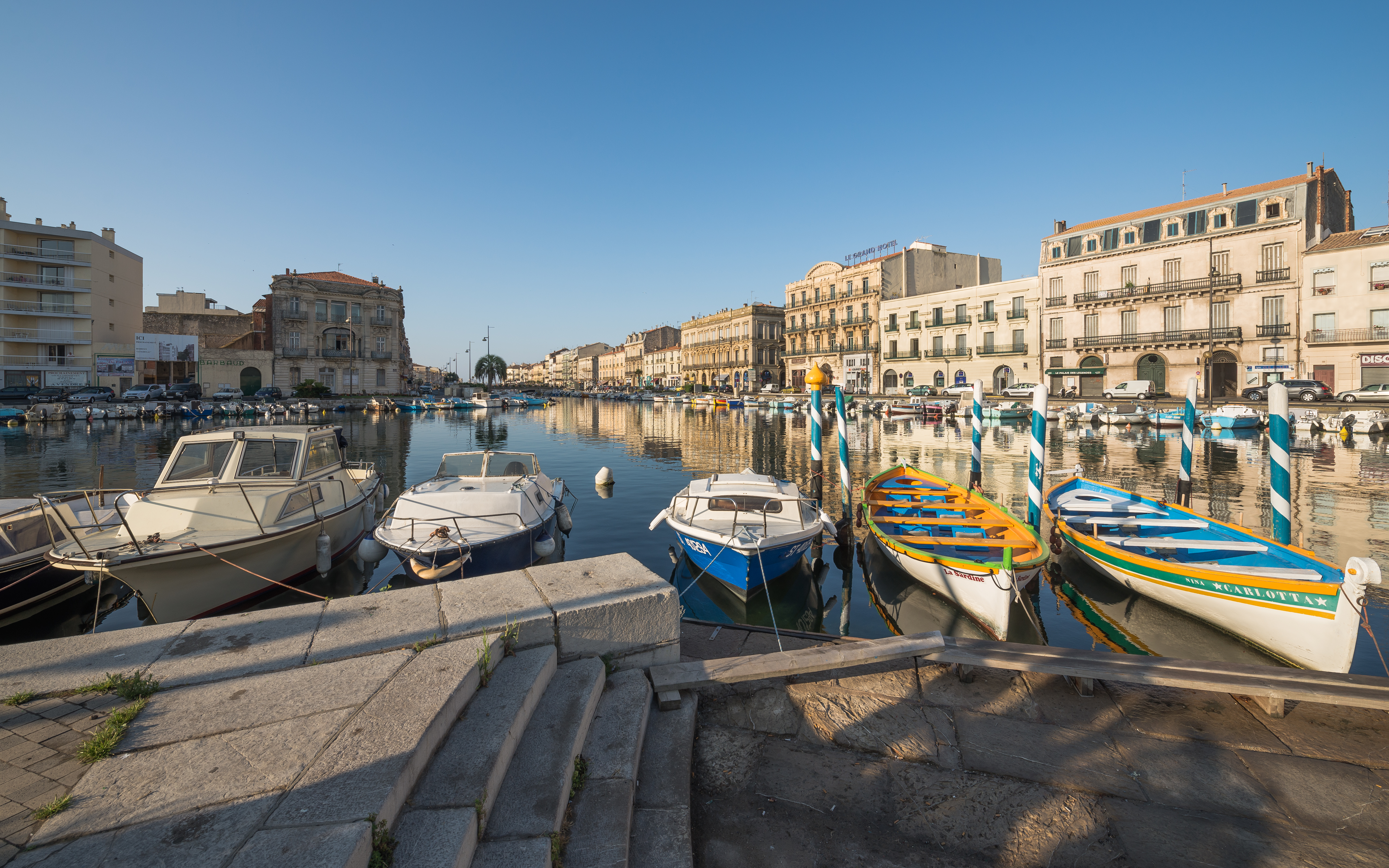
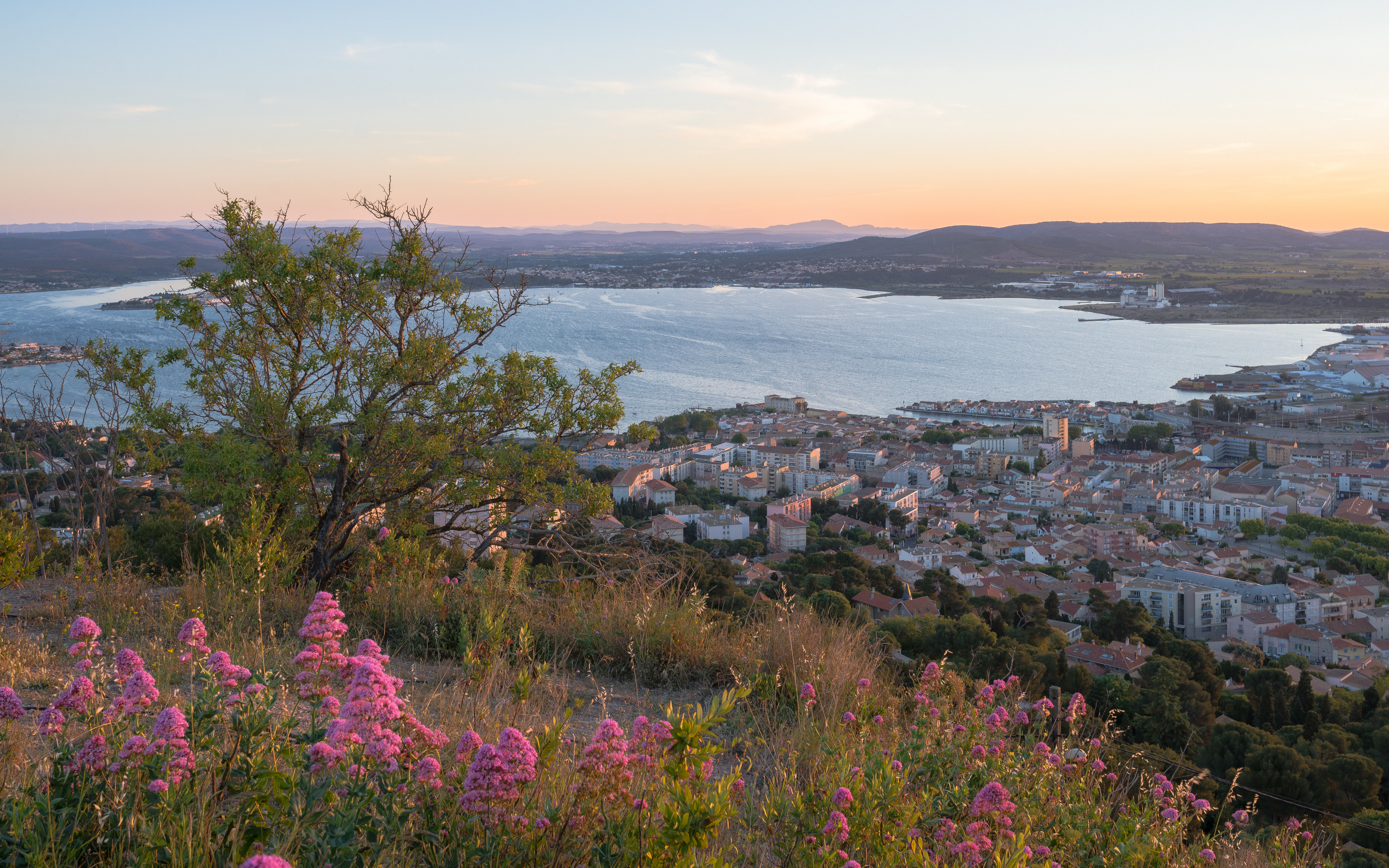
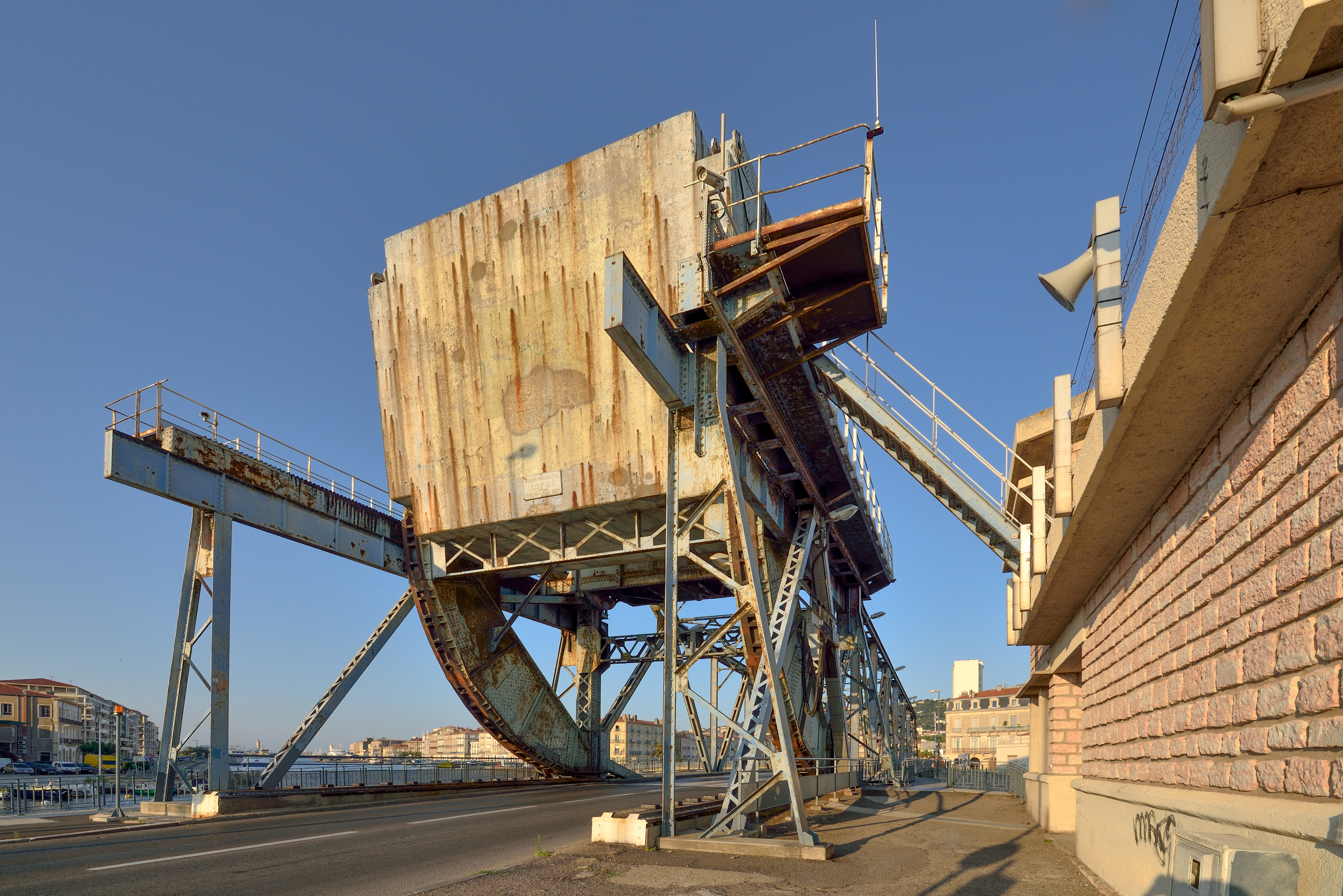
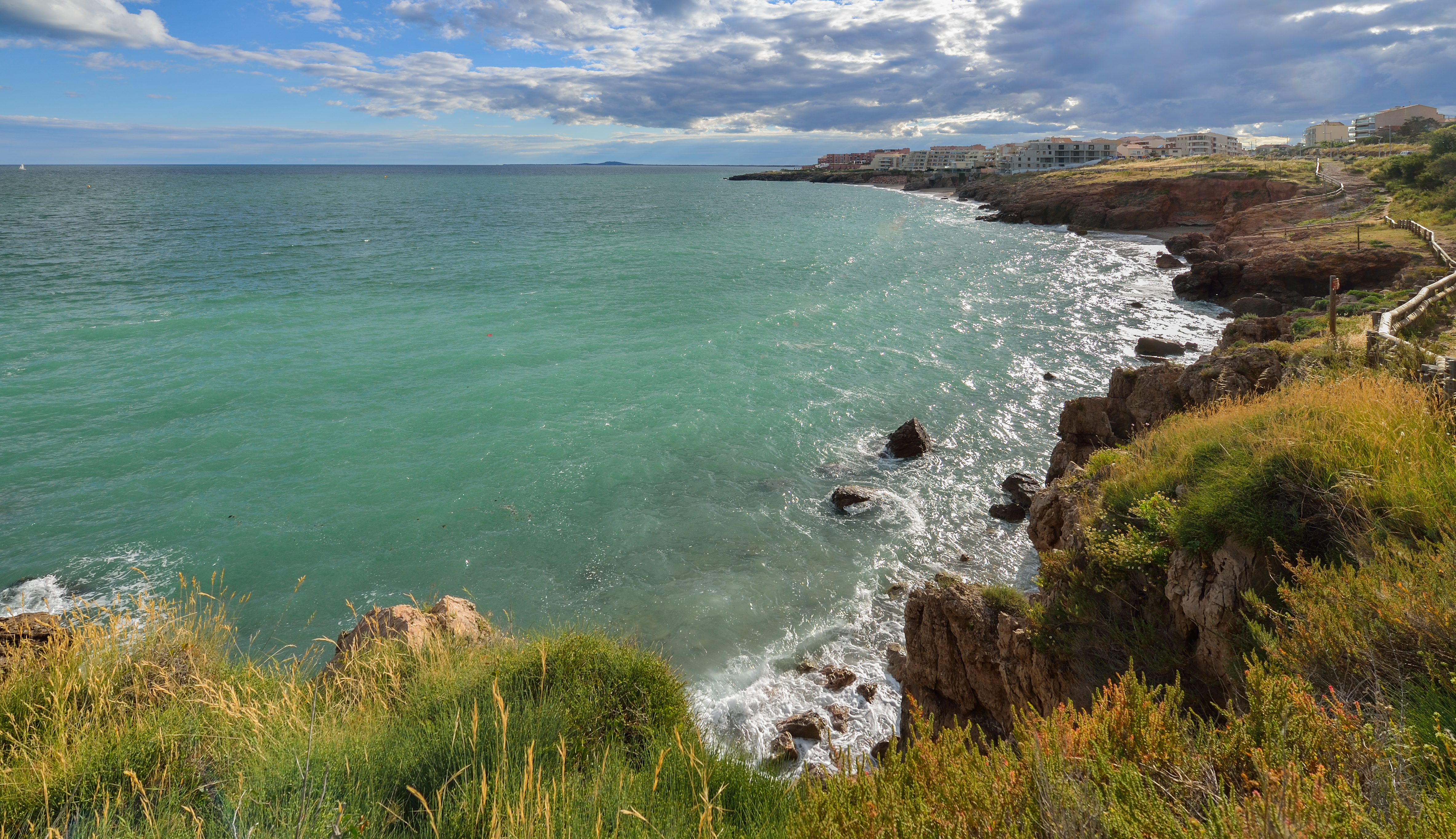
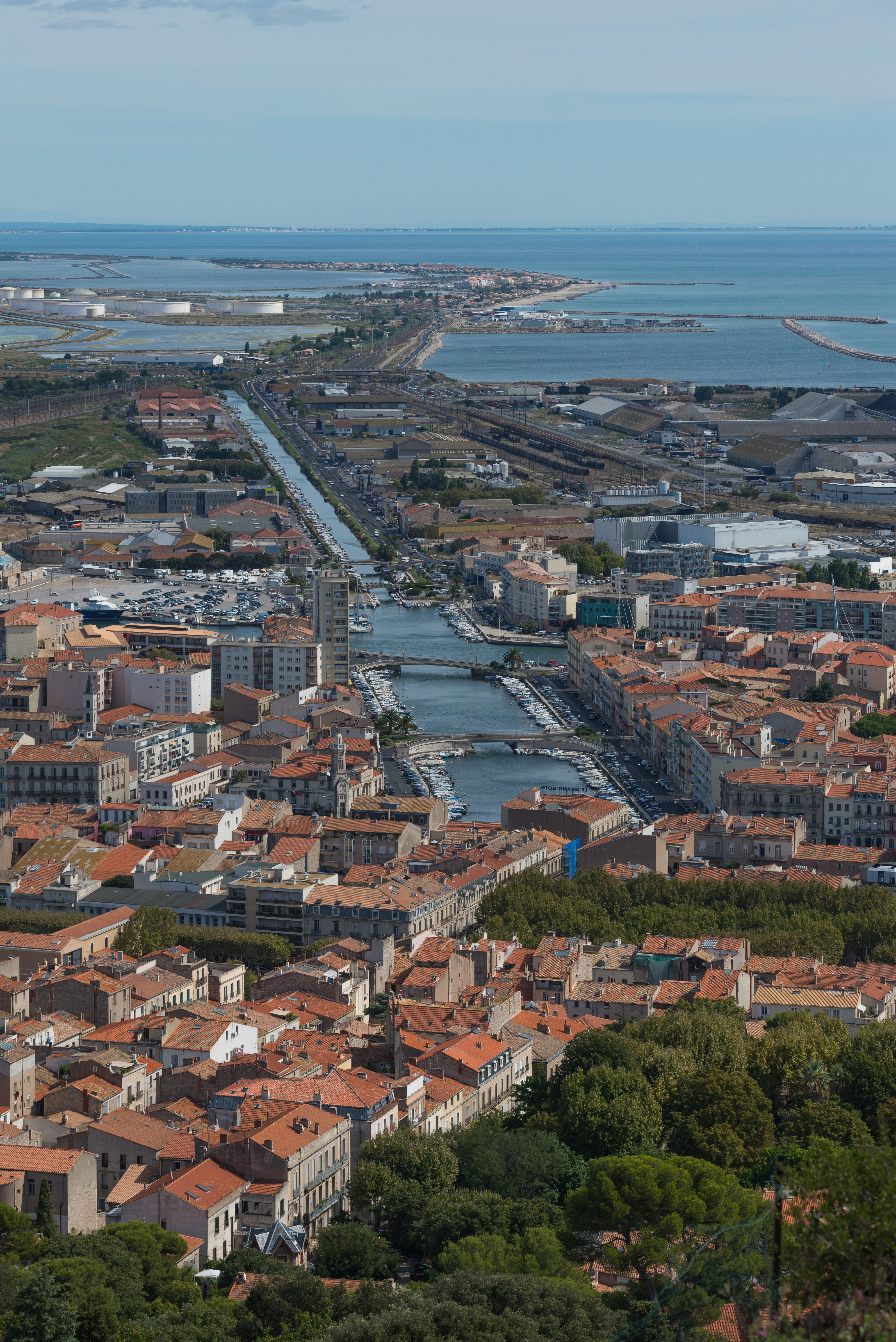